# Macrolabis holosteae
Macrolabis holosteae är en tvåvingeart som beskrevs av Rubsaamen 1917. Macrolabis holosteae ingår i släktet Macrolabis och familjen gallmyggor. Inga underarter finns listade i Catalogue of Life.